# Haze (Computerspiel)
Haze ist ein Videospiel aus dem Ego-Shooter-Genre, entwickelt von Free Radical Design und veröffentlicht von Ubisoft für die Spielkonsole PlayStation 3. Es behandelt ernstere Themen (etwa politische Unterdrückung und Drogenmissbrauch) als Free Radicals erfolgreiche Vorgängerserie TimeSplitters. Das Spiel wurde am 20. Mai 2008 veröffentlicht.

## Handlung
Das Spiel handelt von Mantel Global Industries, einem multinationalen Unternehmen, spezialisiert, unter anderem, auf Pharmazie. Es entwickelte einen Wirkstoff namens Nova-Keto-Thyrazin – vermarktet unter dem Namen Nektar. Diese, auch unter die Zivilbevölkerung als „Nahrungsergänzungsmittel“ verkaufte, Droge befähigt Soldaten härter und taktisch klüger zu Kämpfen, erzeugt auf der anderen Seite aber einen halluzinogenen Effekt, indem den Soldaten das reale Kampffeld nicht mehr bewusst ist und sie stattdessen einen harmonischen Schauplatz wahrnehmen.
Haze spielt über einen Zeitraum von drei Tagen, als Mantel-Söldner eine Rebellengruppe namens The Promise Hand (dt. etwa: „Die Hand des Gelöbnisses“), angeführt von Gabriel „Skin Coat“ Marino angreifen. Der Spieler nimmt die Rolle des Shane Carpenter ein, eines 25-jährigen Mantel-Söldners. Nachdem Carpenter den Effekt, den Nektar auf seine Kampfgefährten hat, bemerkt, wechselt Carpenter die Seiten und verbündet sich mit The Promise Hand, um die verbrecherischen Machenschaften Mantels zu bekämpfen.

## Spielprinzip
Im Spiel nehmen die Söldner des fiktiven Unternehmens Mantel eine leistungssteigernde Droge namens Nektar zu sich, welche dem Benutzer erhöhte Geschwindigkeit, Schussgenauigkeit und Stärke verleiht. Mantel nutzt diese Droge, um seine Söldner per Gedankenmanipulation zu kontrollieren. Nach der Injektion verändert Nektar die Wahrnehmung eines Söldners, vergleichbar mit dem Effekt eines Halluzinogens. Feinde stechen vor dem dunkleren Hintergrund heraus, da Nektar einen Söldner seine Feinde in einem gelb-orangen Schimmer sehen lässt. Nektar unterdrückt auch das Wahrnehmen der einen umgebenden Szenerie von Tod und Zerstörung. Eine Überdosis Nektar ist gefährlich, da Verlust an Selbstkontrolle und Tod mögliche Nebeneffekte sind.
In einem zur Spielemesse E3 2007 veröffentlichten Trailer wurde gezeigt, dass die Rebellen sich kurz vor einem möglicherweise tödlichen Zusammentreffen mit Mantel-Söldnern tot stellen, was ihnen erlaubt ihre Gesundheit wiederherzustellen und aus der Wahrnehmung der Mantel-Söldner zu verschwinden, da man mit Nektar intus keine toten Menschen sehen kann. Zusätzlich entdeckten die Rebellen Mantels Abhängigkeit von Nektar, sodass sie die Nektar-Injektoren attackieren, um so etwa Nektar-Gasgranaten zu bauen oder Messer mit extrahiertem Nektar zu beträufeln. Diese Nektar-applizierenden Waffen bringen einen Mantel-Söldner dazu, auch auf die eigenen Truppen zu feuern, da eine Überdosis Nektar die Freund-Feind-Kennung stört, sodass man jedwedes bewegliche Ziel als Feind identifiziert. Die Rebellen können zudem die Waffe eines Mantel-Söldners stehlen und den Boden mit Granaten bedecken, um diese als Minen einzusetzen.
Dem Spieler stehen viele genre-übliche Waffen wie Pistolen, Gewehre, Handmaschinengewehre, Schrotflinten, Scharfschützengewehre, Flammenwerfer, Raketenwerfer, Granaten und Messer zur Verfügung.

## Mehrspielermodus
Es ist geplant, dass Haze einen Koop-Modus mit Split-Screen-Anzeige sowie einen Online-Koop-Modus für jeweils vier Spieler beinhalten wird. Ubisoft bestätigte, dass alle vier Truppmitglieder und durch Teilnahme am Spiel kooperativ spielbar sind. Im Mehrspielermodus können ein bis drei zusätzliche Spieler durch Kombination von Online-Spiel, Splitscreen oder LAN spielen. Der Mehrspielermodus wird auch erzähltechnisch gestaltete Missionen beinhalten sowie Online-Spiele von bis zu 16 Spieler zulassen. Zusätzlich ist die Spielergruppe im Online-Mehrspielermodus in Mantel-Söldner und Rebellen geteilt. Jede Seite hat ihre Vorteile. Die Fähigkeiten, die Nektar bietet, erlauben es den Mantel-Söldnern leicht Freund von Feind zu unterscheiden. Die Rebellen wiederum werfen Messer beträufelt mit Nektar, welche die Mantel-Söldner eine Überdosis appliziert. Aufgrund dieser Überdosis können die Mantel-Söldner nicht mehr zwischen Freund und Feind unterscheiden und töten möglicherweise ihren eigenen Trupp. Auf der anderen Seite ermöglicht Nektar den Mantel-Söldnern schlagkräftige Mêlée-Attacken auszuführen. Natürlich können die Rebellen das kontern, indem sie sich tot stellen. Jede Seite hat zudem ihre eigenen Waffen. Die Mantel-Söldner haben Raketenwerfer, die Rebellen dagegen Gatlingpistolen und Flammenwerfer. Es besteht aber die Möglichkeit, dass jede Seite von der anderen Waffen stehlen oder von Gefallenen aufnehmen kann.

## Entwicklung
Haze wurde zuerst auf der Spielemesse E3 2006 angekündigt. Es nutzt eine eigens für dieses Spiel entwickelte Grafikengine. Zwar hätte der Kauf einer bereits vorhandenen Engine die Entwicklungszeit verkürzt, aber das Entwicklerteam beschloss seine eigene Engine zu entwickeln, um so mehr Freiheit in der Ausarbeitung des Spieldesigns und der zusätzlichen Features zu genießen. Die Engine erlaubt verschiedene graphische Effekte. Die Beleuchtung ist hauptsächlich vorher festgelegt aber die Haze-Engine bietet auch Echtzeit-Beleuchtung und hoch-dynamische Freiheitsgrade. Partikel- und Feuereffekte sowie Bewegungsunschärfe sorgen für die Illusion von echter Plastizität der Spielwelt. Haze läuft mit einer Bildfrequenz von 30 Frames pro Sekunde (FPS), da das Entwicklerteam der Meinung war, dass 60 fps für das Voranschreiten von Haze nicht nötig wäre. Das KI-System „Conspire“ erlaubt Feinden dynamisch auf andere Spielcharaktere und auf die Umgebung zu reagieren.
Es war ursprünglich geplant Haze gleichzeitig für die PlayStation 3, die Xbox 360 und den PC im Sommer 2007 zu veröffentlichen. Später wurde die Veröffentlichung auf den Winter 2007 verschoben. Zusätzlich wurde im Rahmen einer Sony-Pressekonferenz auf der Spielemesse E3 2007 angekündigt, Haze würde exklusiv für die PlayStation 3 erscheinen. Die Veröffentlichung hat sich dann nochmal auf Mai 2008 verzögert. Free Radical aber gab an, dass die Verspätungen es ihnen ermöglicht hätten verschiedene neue Features in Haze einzufügen.
Am 22. Oktober 2007 kündigte Ubisoft an, dass die bekannte Rockband Korn einen von Haze inspirierten Song geschrieben und aufgenommen hätten. Der schlicht „Haze“ genannte Song sollte mit der Produkteinführung des Spiels im Mai übereinstimmend veröffentlicht werden. Der Song würde als Single mit dazugehörigem Musikvideo veröffentlicht werden und nicht nur als exklusiver Download zum Spiel. Am 26. Februar 2008 bot ein neuer Trailer namens „Nektar Trailer“ den Song als musikalische Untermalung.
Am 15. April kündigte Ubisoft an, eine PSN-Demo würde Anfang Mai verfügbar sein. Keine Woche später wurde das offizielle Video der Korn-Single auf verschiedenen Webseiten veröffentlicht zusammen mit einer auf dem Playstation Network am 7. Mai veröffentlichten Demo, die einen 4-Spieler-Koop-Modus einschließt.

## Rezeption
4Players bewertete das Spiel mit 66 % und bezeichnete es als „soliden Shooter mit vielen verschenkten Ideen und schwacher Technik“. Mit der genau gleichen Prozentzahl bewertete auch Computer Bild das Spiel, kritisiert wurde die schwache Grafik, während die Kämpfe selbst besser eingeschätzt wurden. Zu einem ähnlichen Schluss kommt auch GamePro, die das Spiel zwar als actionreich beschreiben, jedoch monieren, dass es bereits auf der PlayStation 2 bessere Grafik gegeben hätte.
Auch von der internationalen Fachpresse wurde das Spiel eher mittelmäßig eingestuft. Metacritic weist einen Metascore von 55 und einen durchschnittlichen User-Score von 6,5 Punkten aus.